# Шау, Фома Иванович
Фома́ Ива́нович Ша́у (настоящее имя Томас Бадд Шоу, англ. Thomas Budd Shaw; 12 октября 1813, Лондон — 14 ноября 1862) — английский преподаватель и переводчик, работавший в России, и. д. адъюнкт-профессора английской словесности в Императорском Александровском лицее и лектор английского языка в Санкт-Петербургском университете.

## Биография
Фома Шау родился в 1813 году в Лондоне в семье архитектора Джона Шоу. Образование получил в Кембриджском университете, где, по получении звания бакалавра, был признан магистром.
Приехав в 1842 году в Россию, Шау поступил на службу в Императорский Александровский лицей исправляющим должность адъюнкт-профессора английской словесности.
В 1851 году он был удостоен степени магистра Коллегией святого Иоанна в Кембридже, и в том же году назначен лектором английского языка в Санкт-Петербургском университете.
Но преподавательская деятельность Шау не ограничивалась двумя названными учебными заведениями: его, уже вскоре по приезде, стали приглашать для домашних уроков английского языка в лучшие дома Петербурга, (например, он учил у герцога Лейхтенбергского, П. А. Плетнева), а в феврале 1853 года Шау был приглашён для преподавания английского языка великим князьям Николаю Александровичу и Александру Александровичу (будущий император Александр III).
По свидетельству П. А. Плетнёва, Шау хорошо владел русским языком уже в средине 1845 года. Тот же П. А. Плетнёв отзывается о Шау как о «человеке с необыкновенными способностями для переводов в прозе и стихах». Первый перевод Шау появился в марте 1843 года в № CCCXXIX журнала «Blackwoods Edinburgh Magazine»: это был английский перевод «кавказской были» Марлинского «Аммалат-Бек». Затем, в 1844 году Шау издал в Лондоне и Эдинбурге, в 3-х томах, под заглавием «The Heretic», свой перевод исторического романа Лажечникова «Басурман». Перевод этот был перепечатан в том же году в Нью-Йорке, в одном томе. В июне 1845 года в том же «Backwoods Edinburgh Magazine» (№ CCCLVI, Vol. LVII) появилась его статья о А. С. Пушкине, под заглавием: «Pushkin, the russian poet», вместе с 25-ю избранными стихотворениями поэта, переведёнными Шау на английский язык в стихах. Статью эту, по словам П. А. Плетнёва, Шау заимствовал из письма В. А. Жуковского к С. Л. Пушкину и из статьи самого Плетнёва «Александр Пушкин». В 1847 году в С.-Петербурге Шау издал свой наиболее замечательный труд — исторический и критический очерк английской словесности, под заглавием: «Outlines of english literature». Учебник этот получил необычайно широкое распространение: ещё в 1862 году он употреблялся в высших классах Александровского лицея, повсеместно в России, на материке, в Англии и в североамериканских Соединённых Штатах. Второе издание этого учебника вышло в Лондоне в 1849 году, третье — в Филадельфии. В 1848 году Шау поместил в «Отечественных Записках» (т. 61, отд. VII, стр. 1—36) статью «Английские военные повести в нынешнее время». В 1850 году издал в Санкт-Петербурге руководство под заглавием «Начертание английской грамматики» (брошюра). В 1852 году Шау поместил в журнале «Quarterly Review» филологическую статью «О разных формах поздравления» («Forms of salutation»), которая была впоследствии переработана во французском журнале «La revue britannique». Затем Шау сотрудничал в «Библиотеке для чтения», где поместил «Письма о всемирной (лондонской) выставке» (1851, т. 109, стр. 1—32) и статьи о Чосере (1859, тт. 153, 154 и 159).
Зимой 1860 году Шау прочёл несколько публичных лекций о Маколее в пользу «Кассы бедных студентов Санкт-Петербургского Университета».
В октябре 1862 года пожаловался на боли в области сердца, однако несмотря на болезнь продолжал работать, пока мог. За несколько дней до смерти он страдал острой болью, но мужественно переносил страдания.
Фома Иванович Шау скоропостижно скончался 14 ноября 1862 года от аневризмы. На его похоронах присутствовали Их Императорские Высочества и многие тогдашние и бывшие ученики лицея.